# Assassins sans couteaux
Albums de Juliette
Deux pianos Le festin de Juliette
Assassins sans couteaux est le septième album de Juliette, sorti le 20 novembre 1998, mais seulement son troisième album studio après Irrésistible et Rimes féminines.

## Genèse
Après Rimes féminines, son précédent album studio presque entièrement écrit par le parolier Pierre Philippe, Juliette confie au journaliste Serge Dillaz que son prochain album sera « différent » et que cette fois, il n'y aura plus « l'omniprésence de [son] Mentor ». La chanteuse envisage alors un disque avec des chansons plus « simples », voire même « banales ». En réalité, l'univers de Juliette se retrouve presque à l'identique sur Assassins sans couteaux qu'elle coécrira cette fois avec le scénariste de bandes dessinées Frank Giroud et l'auteur Bernard Joyet. Cet album constitue pourtant un tournant dans sa carrière, car en plus de Pierre Philippe, la chanteuse se sépare aussi de son fidèle pianiste et arrangeur Didier Goret et, une fois n'est pas coutume, confie la direction musicale et une grande partie des orchestrations à François Rauber, le mythique arrangeur des disques de Jacques Brel, Juliette Gréco et Anne Sylvestre,.

## Caractéristiques artistiques

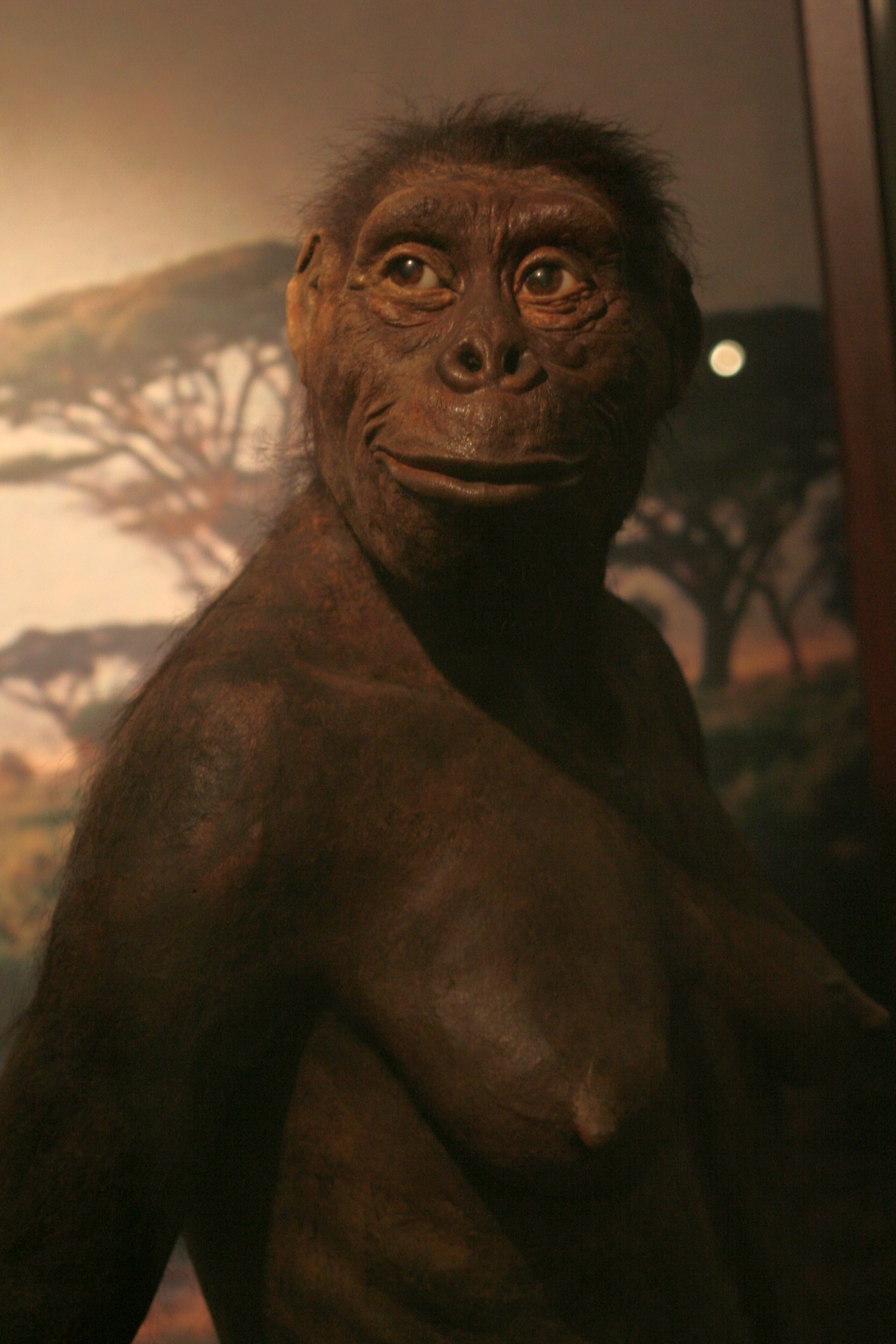
Dans la chanson Lucy, Bernard Joyet imagine la mère de l'australopithèque Lucy.

À cette époque, Juliette rencontre des difficultés pour assumer seule l'écriture des paroles d'Assassins sans couteaux. À l'exception de la chanson titre qu'elle signe intégralement, elle est épaulée par Bernard Joyet pour les chansons plus humoristiques (comme Lucy, Moi, j'me tache et Mayerling ) et par Frank Giroud pour celles qui explorent un registre plus mélancolique (essentiellement La pagode du cheval blanc et L'Étoile rouge).
La chanson titre Assassins sans couteaux exploite de nouveau des thèmes déjà présents dans les opus précédents de la chanteuse comme la violence des rapports sociaux ou de l'autorité, avec une musique grinçante à souhait. Comme sur Rimes féminines, l'aspect spectaculaire de la première chanson cède la place à un second morceau nettement plus retenu. L'exotique et discrète La pagode du cheval blanc est aussi subtile et délicate que Assassins sans couteaux était agressive et heurtée. Avec la chanson suivante, Moi, j'me tache, le changement d'univers est radical. Taillé pour la scène, ce titre plein d'autodérision coécrit avec Bernard Joyet, se moque du peu de respect des bonnes manières que Juliette manifeste pendant ses repas, aidé par une orchestration ouvertement jazz signée par François Rauber.
Beaucoup plus nostalgique, L'étoile rouge, écrite par Frank Giroud, fait partie des chansons parmi les plus politiques du répertoire de Juliette ; chacun des couplets dépeint les luttes sociales menées au nom des différents mouvements communistes en Russie puis en Europe. Le morceau se termine par un questionnement : « L'avenir est-il si radieux / Que l'on oublie celles et ceux / Qui l'ont rêvé meilleur ? ». Plus ambigüe, Mayerling, écrite par Bernard Joyet, traite des désaccords et des divergences au sein d'un couple mais la chanson se clôt tout de même par une note comique.
Pièce maîtresse de l'album, Lucy donne la parole à la mère de la célèbre australopithèque qui porte le même prénom. Celle-ci ne supporte plus que sa fille devienne bipède et qu'elle manifeste un tel désir d'évolution. À travers les propos outranciers et caricaturaux de cette marâtre préhistorique, l'auteur en profite pour se moquer de toutes les idéologies réactionnaires et passéistes. Tout aussi spectaculaire et déjà présente dans une version minimaliste sur l'album Deux pianos, La ballade d'Éole montre toutes les facettes du légendaire Éole, la divinité des vents, avec de nouvelles couleurs instrumentales dues aux orchestrations de François Rauber.
Hommage rendu aux musiques de la péninsule Ibérique, C'est l'hiver bénéficie de la guitare portugaise de Didier Bégon, tandis que Francisco Alegre (es) est une reprise flamenco d'un paso doble de 1947, chanté notamment par Juanita Reina. Plus inquiétante, Les yeux d'or (co-écrite par Juliette et Frank Giroud) décrit un personnage qui épie ses voisins à travers leurs fenêtres éclairées, et découvre leurs secrets inavouables. Dans l'avant-dernier titre Le prince des amphores, signé par le seul Frank Giroud, Juliette incarne Dieu le Père en personne. Ce titre à la fois comique et anticlérical dépeint l'Être suprême comme un buveur invétéré, qui tente d'expliquer toutes les tares de la nature humaine, par son goût trop prononcé pour l'alcool.

## Parution et réception
Paru en novembre 1998 sur le label Le Rideau Bouge, Assassins sans couteaux a été réédité en 2001 par Polydor. Une fois de plus, l'album et sa tournée ont fait l'objet des bonnes critiques,. De surcroît, les musiques plus accessibles de ce disque vont aussi permettre à Juliette de passer un peu plus souvent dans des émissions culturelles à la télévision, puis d'investir dès l'année suivante la mythique scène de l'Olympia,.

## Fiche technique

### Liste des chansons
| No  | Titre                                           | Paroles                              | Musique             | Durée |
| --- | ----------------------------------------------- | ------------------------------------ | ------------------- | ----- |
| 1.  | Assassins sans couteaux                         | Juliette Noureddine                  | Juliette Noureddine | 3:11  |
| 2.  | La pagode du cheval blanc                       | Frank Giroud et Juliette Noureddine  | Juliette Noureddine | 4:31  |
| 3.  | Moi, j'me tache (arrangement François Rauber)   | Bernard Joyet et Juliette Noureddine | Juliette Noureddine | 3:50  |
| 4.  | L'Étoile rouge                                  | Frank Giroud                         | Juliette Noureddine | 5:10  |
| 5.  | Mayerling                                       | Bernard Joyet                        | Juliette Noureddine | 3:41  |
| 6.  | Lucy (arrangement François Rauber)              | Bernard Joyet                        | Juliette Noureddine | 3:58  |
| 7.  | La ballade d'Éole (arrangement François Rauber) | Frank Giroud                         | Juliette Noureddine | 5:53  |
| 8.  | C'est l'hiver                                   | Bernard Joyet                        | Juliette Noureddine | 3:43  |
| 9.  | Les yeux d'or (arrangement François Rauber)     | Frank Giroud et Juliette Noureddine  | Juliette Noureddine | 3:16  |
| 10. | Le prince des amphores                          | Frank Giroud                         | Juliette Noureddine | 5:22  |
| 11. | Francisco Alegre                                | Rafael de León, Antonio Quintero     | Manuel Quiroga      | 4:51  |

### Crédits

#### Musiciens
- Juliette Noureddine : chant, piano, arrangements
- François Rauber : direction musicale et arrangements
- Alain Kouznetzoff, Marie-Hélène Clausse, Lauraine Desgrees, Alain Persiaux, Marie-Paule Vieille, Jean-Louis Mouchel, Marc Bonet-Maury, Caroline Collombel, Jean Gaunet, Cécile Jacquillat, Michèle Deschamps, Marie-Hélène Béridot, Elisabeth Pallas, Rose-Marie Negrea : violons
- Isabelle Chapuis, Frédéric Mangeon, Christian Lormand, Helga Gudmundsdottir : altos
- Philippe Chérond, Michel Lacrouts, Anne Lecour, Florence Hennequin : violoncelles
- Jean-Claude Dubois : harpe
- Jean Bardy : contrebasse et voix
- Raymond Guiot : flûte
- Catherine Bost, Catherine Lamborot-Kartagener : hautbois
- Jacques Bessot, Pierre Dutour : trompettes
- Jean-Christophe Vilain, Michel Camicas, André Paquinet : trombones
- Bernard Neuranter, Laurent Pézières : tubas
- Romain Mayoral, Francis Cournet : saxophones alto
- Gilbert Viatgé : saxophone baryton
- Pierre Holassian : saxophone ténor
- Dominique Sucetti : accordéon, bandonéon

- Karim Medjebeur : piano et voix
- Didier Bégon : guitares et voix
- Salvador Paterna : guitare flamenca sur Francisco Alegre
- Bruno Grare : percussions et voix
- Franck Steckar : batterie, percussions et voix
- Catherine Estourelle, Jacques Haurogné, Ariane Stroh, Frédéric Venant : chœurs

#### Équipe de production
- Gérard Lhomme : mixage, enregistrement
- Philippe Laffont : enregistrement
- Philippe Cibille : photographie
- Reg'arts : conception graphique pochette
- Mermon : réalisation du livret[30]